# Spuistraat (Amsterdam)

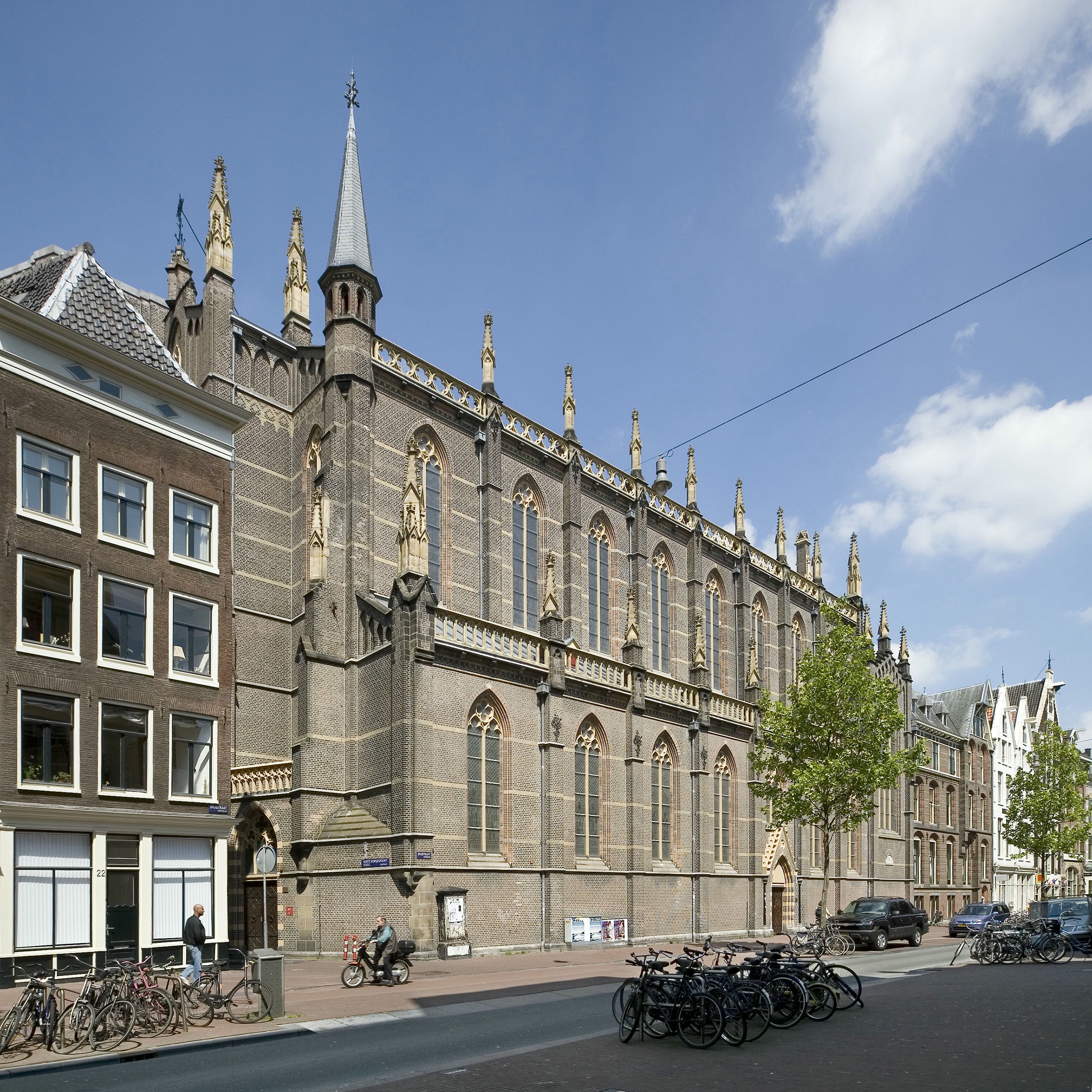
Dominicuskerk, overzicht van de zuidgevel aan de Spuistraat.

De Spuistraat in het centrum van Amsterdam verbindt het Hekelveld met het Spui. De straat loopt in min of meer in noord-zuidelijke richting, evenwijdig aan het Singel en de Nieuwezijds Voorburgwal. Bij het Paleis op de Dam wordt de Spuistraat gekruist door de Raadhuisstraat en Paleisstraat.
De Spuistraat was oorspronkelijk een gracht, de Nieuwezijds Achterburgwal. Na de demping in 1867 werd de naam gewijzigd in Spuistraat.
De straat maakt deel uit van de "stadshartlus" waarmee doorgaand autoverkeer door de binnenstad wordt geleid. Pogingen van bewoners om de route te verplaatsen naar de bredere Nieuwezijds Voorburgwal hebben geen succes gehad.

## Geschiedenis
De Nieuwezijds Achterburgwal maakte deel uit van de middeleeuwse stad en vormde ooit de westelijke grens van Amsterdam.
De Amstel deelde Amsterdam tot eind 14e eeuw in twee vrijwel gelijke delen, de oude zijde met de Oude Kerk en de nieuwe zijde met de Nieuwe Kerk. Ter bescherming van de stad werd aan elke zijde een gracht gegraven met daarachter een burgwal, een aarden wal, voorzien van een houten palissade ter afscherming. Toen achter deze wallen omstreeks 1385 nieuwe wallen werden aangelegd, werd de bestaande wal de Voorburgwal en de nieuwe wal de Achterburgwal, en dit zowel aan de oude als de nieuwe zijde. Zo ontstonden de Oudezijds Voorburgwal, Oudezijds Achterburgwal, Nieuwezijds Voorburgwal en Nieuwezijds Achterburgwal, die in 1380 gegraven werd.
Aan de Nieuwezijds Achterburgwal lagen voornamelijk pakhuizen en stallen, die bij de grotere huizen op de Nieuwezijds Voorburgwal hoorden. In 1867 werd de Nieuwezijds Achterburgwal en een deel van het naastgelegen Kattengat gedempt. Hierbij werd de voormalige gracht omgedoopt tot Spuistraat. De straat eindigt aan de zuidkant bij het Spui.
In de straat werden rond 1875 enkele huizen afgebroken om de Stilsteeg en de Korte Gasthuismolensteeg te verbreden tot de Paleisstraat. Rond 1895 werden voor de aanleg van de Raadhuisstraat de Huiszittensteeg en de Korte Huiszittensteeg verbreed.
De eerste paardentramlijn door de Spuistraat reed in 1877 van de Dam via deze straat naar het Leidseplein. In 1903 werd deze vervangen door de elektrische  tramlijn 2, die via de Nieuwezijds Voorburgwal en Spui richting Leidseplein reed. In 1904 kwam  tramlijn 1 erbij.
Van 1904 tot 1957 reed de tramlijn Amsterdam - Zandvoort vanaf de Raadhuisstraat door het zuidelijke deel van deze straat en van 1914 tot 1957 had de tram er zijn eindpunt. Van 1961 tot 1974 was de Spuistraat tegenover het telecommunicatiegebouw het eindpunt van enkele GVB-snelbuslijnen.
In en rond de Spuistraat, ter hoogte van de Korte Kolksteeg en de Korte Korsjespoortsteeg, wordt raamprostitutie bedreven. In het noordelijke deel van de Spuistraat kwamen vanaf eind jaren zeventig enkele homo/jongensbordelen, waarvan er in 2022 nog eentje in bedrijf is.

## Gebouwen
Op Spuistraat 2 bevindt zich poppodium en nachtclub Bitterzoet.
De door Pierre Cuypers ontworpen Dominicuskerk uit 1886 staat aan de Spuistraat 12 / Korte Korsjespoortsteeg / Teerketelsteeg. Tussen 1845 en 1884 stond hier de door R. van Zoelen ontworpen rooms-katholieke Dominicus Schuilkerk. Eerder stond hier de door paters dominicanen in 1624 gestichte  huiskerk Het "Stadhuys van Hoorn".
Aan de Spuistraat 111-123 staat de, in de stijl van de Amsterdamse School ontworpen, achtergevel van het gebouw van de Handelsvereniging Amsterdam (HVA). De voorgevel, in de stijl van de  neorenaissance, staat aan de Nieuwezijds Voorburgwal 162-170.
Aan de Spuistraat 137-139, hoek Raadhuisstraat, is de achterzijde van het warenhuis Magna Plaza, voorheen het Hoofdpost- en Telegraafkantoor; bouwjaar 1895-1899, naar een ontwerp van rijksbouwmeester C.H. Peters.
Achter het Koninklijk Paleis op de  Dam staat het monumentale pand, dat rond 1924 naar ontwerp van Rijksbouwmeester J. Crouwel is gebouwd als Rijkskantoorgebouw voor het Geld- en Telefoonbedrijf. Het wordt begrensd door de Spuistraat (175), de Raadhuisstraat, de Nieuwezijds Voorburgwal (226) en de Paleisstraat. Het gebouw doet denken aan het werk van de Amerikaanse architect Frank Lloyd Wright. Het werd in 2000 verbouwd tot supermarkt op de begane grond en kantoren op de verdiepingen.
In het tegenoverliggende gebouw Spuistraat 172 / hoek Paleisstraat, dat in 1932 door C.B. Posthumus Meyjes jr. voor de N.V. Kasvereeniging werd uitgebreid, is de KAS BANK gevestigd.
Zowel het rond 1931 door A.D.N. van Gendt en W.J. Klok ontworpen Bungehuis aan de Spuistraat 210 / hoek Paleisstraat / Singel, als het in 1984 gereedgekomen P.C. Hoofthuis van Aldo van Eyck en Theo Bosch aan de Spuistraat 134 / Singel, zijn in gebruik door de faculteit der Geesteswetenschappen van de Universiteit van Amsterdam.
Het voormalige kraakpand Vrankrijk ligt aan Spuistraat 216. Ter hoogte van nrs. 215-231 en bij het Keizerrijk en de Wijdesteeg liggen de Tabakspanden. De deels gekraakte panden zijn genoemd naar de voormalige eigenaar, Hendrik Tabak.
De voormalige GLO de Prinsenschool aan Spuistraat 239 is nu een kantoorpand.
De bakkerij van D.C. Stähle aan de Spuistraat 274, hoek Raamsteeg, werd in 1898 gebouwd naar een Jugendstil-ontwerp van Gerrit van Arkel. In het daarnaast gelegen Gerzongebouw aan Singel 319-347/ Vliegendesteeg/ Spuistraat 297, ontworpen door A. Moen voor de Modemagazijnen Gebroeders Gerzon en voltooid rond 1924, is een hotel gevestigd.
Waar de Spuistraat uitkomt op het Spui bevindt zich op nummer 334 Café De Zwart, dat in 1921 door Willem de Zwart werd geopend in het pand van de bakkerij van Bertus Stracké. De Zwart werd bezocht door politici, journalisten en schrijvers, waaronder Cees Nooteboom, Gerrit Komrij en Joost Zwagerman, en kwam daardoor bekend te staan als schrijverscafé.
Sinds eind maart 2023 heeft de voormalige bokser Mike Tyson uit de Verenigde Staten een coffeeshop in de Spuistraat.

## Afbeeldingen

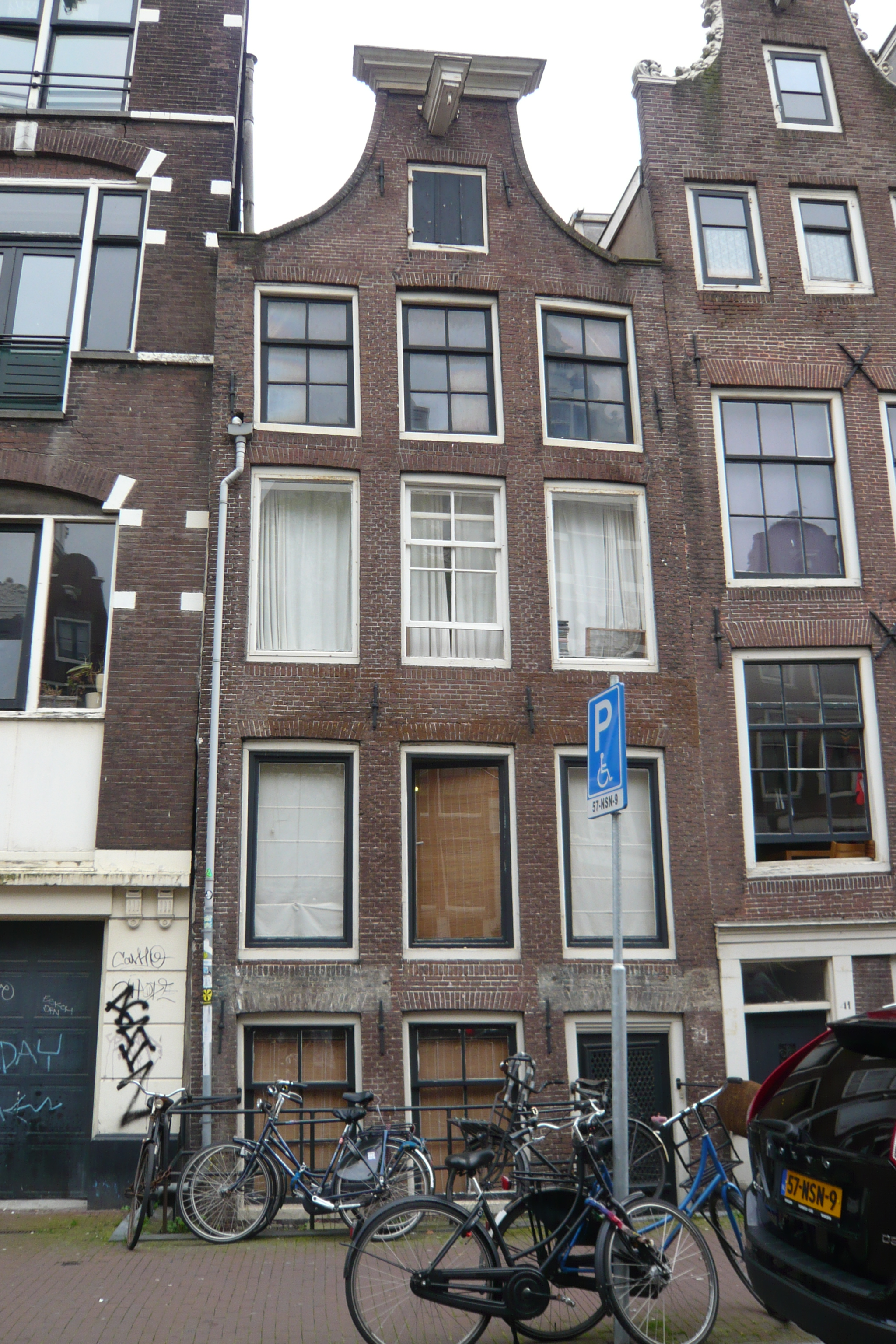
Rijksmonument Spuistraat 39
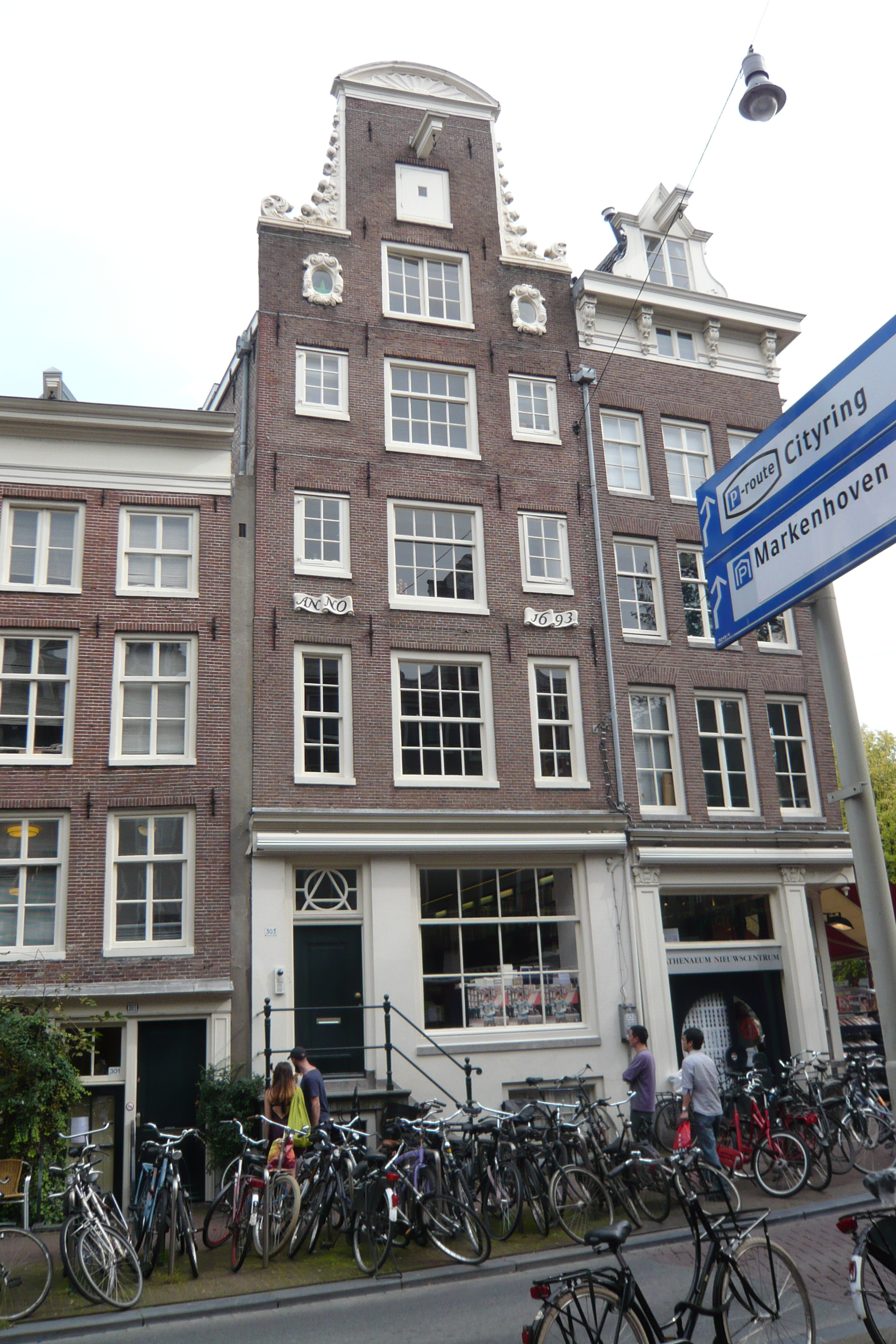
Rijksmonument Spuistraat 303
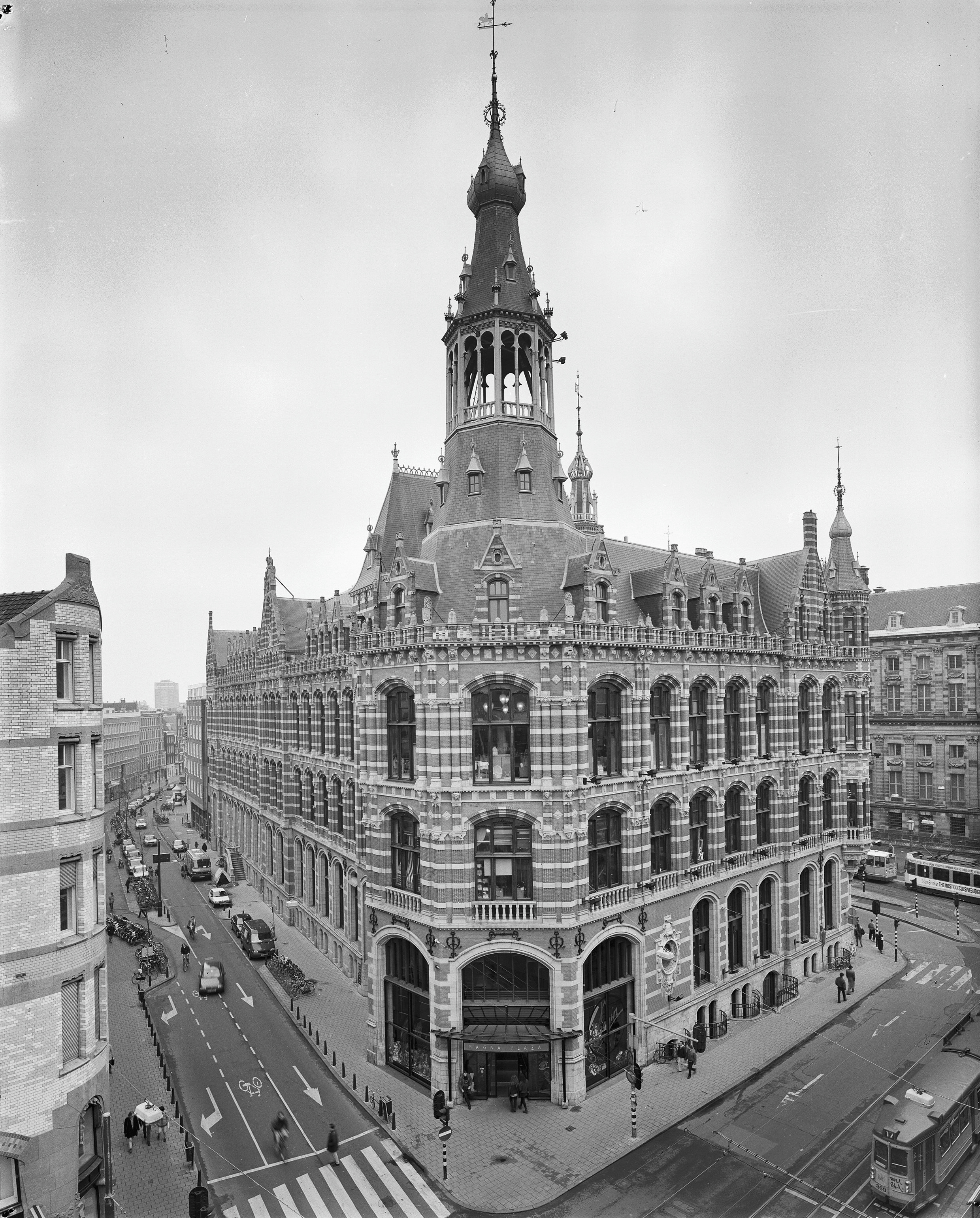
Het voormalige Hoofdpostkantoor, thans Magna Plaza, gevel op de hoek van de Spuistraat en de Raadhuisstraat; maart 1994
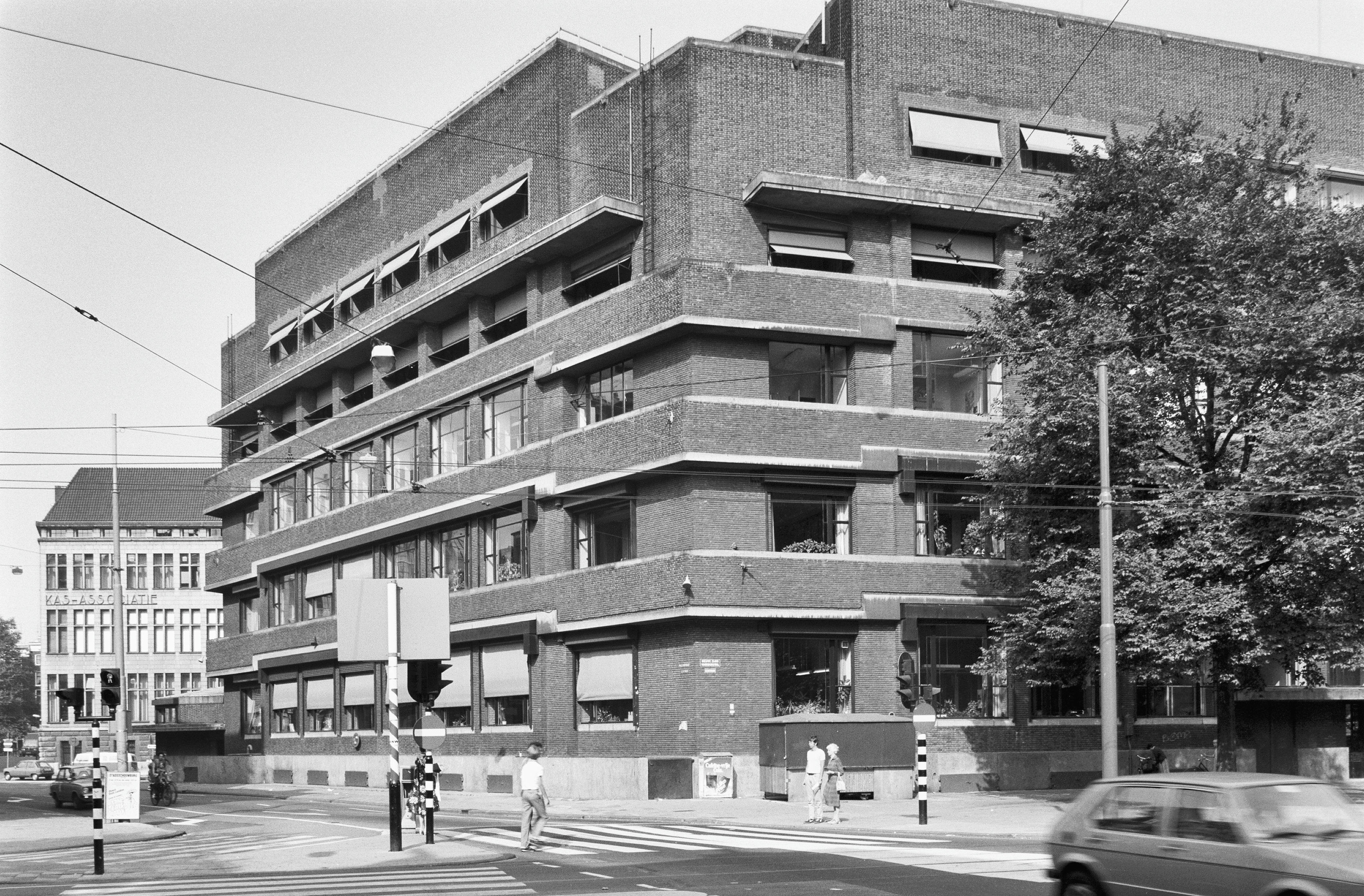
Spuistraat 175, Rijkskantoorgebouw voor het Geld- en Telefoonbedrijf; augustus 1983
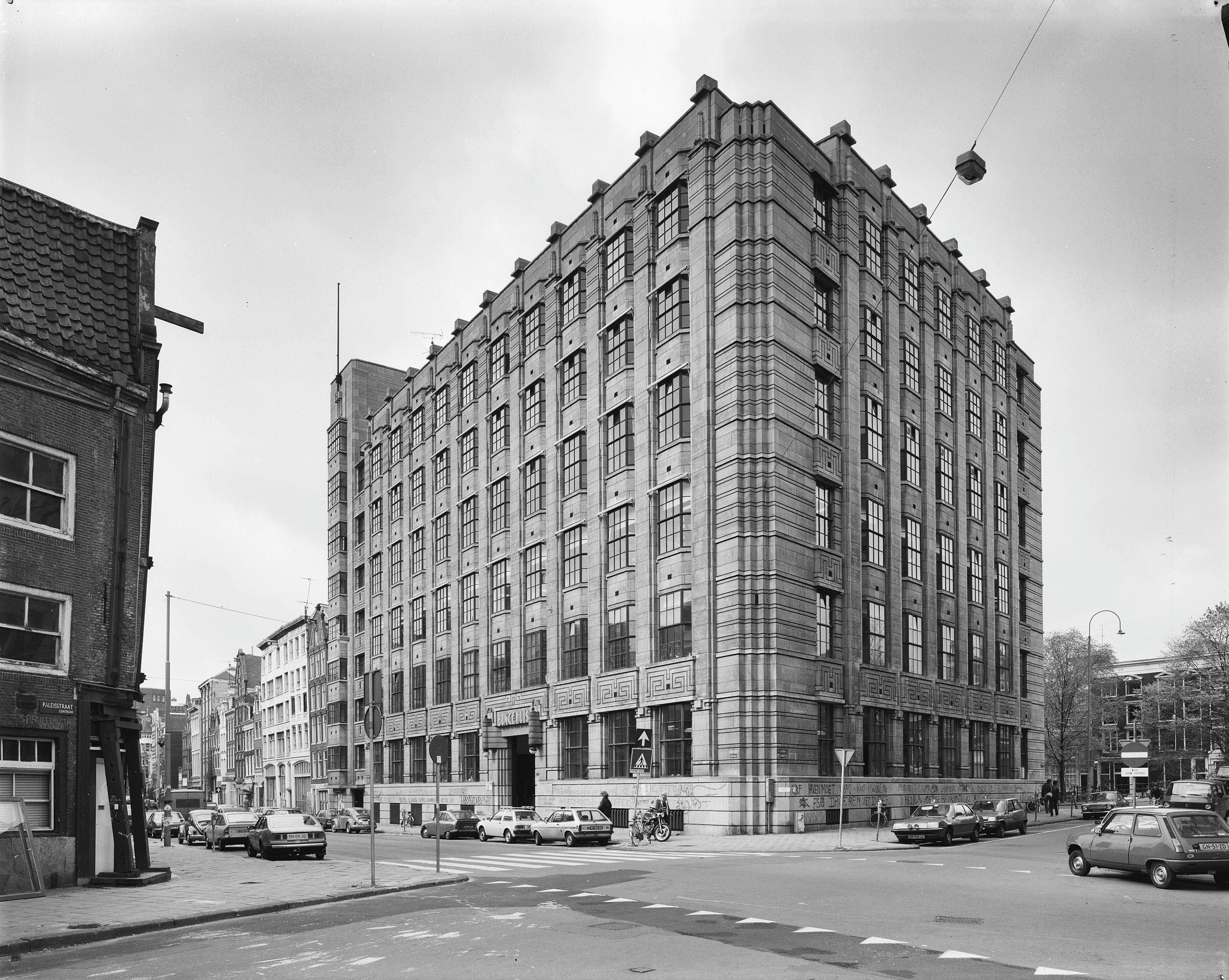
Spuistraat 220, voorgevel Bungehuis, Letterenfaculteit; oktober 1984
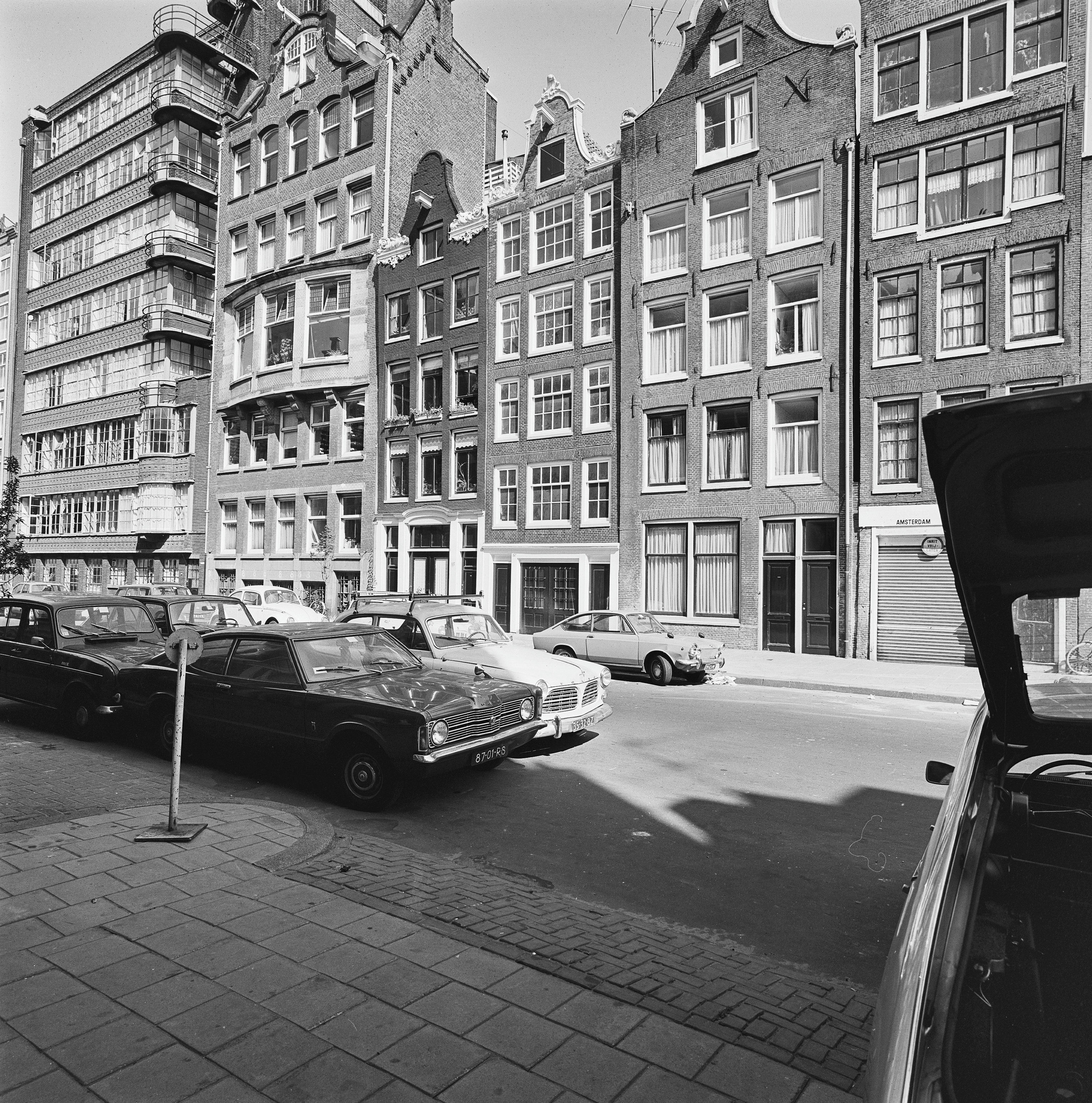
Spuistraat 85-87; april 1976